# Григоренко, Дмитрий Тимофеевич
Дмитрий Тимофеевич Григоренко (23 февраля 1913, Маловенделевка, Новоайдарский район — 30 июля 1986, Новогродовка, Донецкая область) — машинист врубовой машины шахты № 6 «Капитальная» треста «Кизел Уголь» комбината «Молотов Уголь», Герой Социалистического Труда.

## Биография
Родился в 1912 году в с. Малая Бекушевка Ворошиловградской области. Окончил школу-семилетку. С 1933 года начал работать на шахтах Донбасса. Был машинистом врубовой машины. В 1942 году эвакуировался в Пермскую область и поступил врубмашинистом на шахту № 6 «Капитальная».
Мастер машинной зарубки, Григоренко постоянно заботился о более полном использовании техники, смело брался за усовершенствование механизмов. Одним из наиболее значительных его достижений была идея удлинения бура врубовой машины. Появилась реальная возможность повысить производительность труда, что привлекло внимание всех врубмашинистов бассейна. По примеру знатного механизатора стали работать многие. Григоренко непрестанно искал скрытые резервы, возможности увеличения угледобычи. Месячная выработка лучших машинистов достигала 13—14 тысяч тонн угля.
Был энергичным общественником, избирался депутатом Верховного Совета СССР.
Звание Героя Социалистического Труда присвоено в 1957 году.
Награждён орденами Ленина, Трудового Красного Знамени, «Знак Почета».
В 1958 году Д. Т. Григоренко перевели в Донбасс на шахту треста «Селидовуголь».